# Aerovironment Global Observer
Der Global Observer ist ein unbemanntes Flugzeug der US-amerikanischen Herstellers Aerovironment.

## Geschichte
Der erste Prototyp absolvierte am 5. August 2010 auf der Edwards AFB den etwa eine Stunde dauernden Erstflug. Insgesamt sind drei Maschinen für ein Versuchsprogramm des US-Militärs bestellt worden. Die Maschinen sollten beim Militär im Notfall als Ersatz für Kommunikationssatelliten dienen und dazu bis zu sieben Tage in einer Höhe von etwa 19.000 m operieren können. Der Hersteller bietet sie auch für zivile Zwecke wie Umwelt- und Waldbrandüberwachung an. Aufgrund der fehlenden Nachfrage der Streitkräfte stellte das Pentagon 2013 die Finanzierung für das Projekt ein.

### Zwischenfälle
Am 1. April 2011 stürzte der Global Observer auf dem neunten Testflug auf der Edwards AFB aus ungeklärter Ursache ab.

## Konstruktion
Der Global Observer ist ein etwa 3,5 Tonnen schwerer Schulterdecker mit einer Spannweite von 53,3 m. Als Antrieb für die vier Propeller dient je ein Elektromotor. Beim Erstflug kamen zur Energieversorgung noch Batterien zum Einsatz, die am 11. Januar 2011 durch einen mit Wasserstoff betriebenen Verbrennungsmotor mit angeschlossenem 60-kW-Generator ersetzt wurden. Als Nutzlast des ersten Prototyps werden 180 kg angegeben.

## Ähnliche Flugzeuge
- Vulture (UAV)
- QinetiQ Zephyr